# عدد کوانتومی اصلی

وقتی عدد کوانتومی اصلی، n، بزرگ باشد، چگالی الکترون بیشتر از زمانی که کوچک باشد از هسته اتم پخش می‌شود.

عدد کوانتومی اصلی (به انگلیسی: Principal quantum number) که با نماد اختصاری n نشان داده می‌شود، نخستین عدد کوانتومی در یک اوربیتال اتمی است. این عدد که همیشه عددی صحیح و مثبت است، بیانگر لایه‌ای است که الکترون در آن قرار دارد.

## اهمیت عدد کوانتومی اصلی
عدد کوانتومی اصلی در بررسی انرژی یونش ، بار مؤثر هسته ، ترم‌های طیفی ، طیف‌بینی الکترونی ، الکترونگاتیویته ، آرایش الکترونی، تقارن مولکولی ، انتقالات الکترونی و ترازهای انرژی لازم است.

## درک مفهومی
هرچه مقدار n بزرگتر باشد ، اندازه اوربیتال بزرگتر خواهد بود و در نتیجه الکترون نسبت به هسته اتم در فاصله دورتری می‌تواند قرار گیرد. مقدار عدد کوانتومی اصلی نسبت مستقیم با انرژی پتانسیل نیز دارد. یعنی با افزایش مقدار n ، انرژی پتانسیل الکترون نیز فزونی می‌یابد. عدد کوانتومی اصلی تنها عدد کواتومی است که در مدل اتمی بور تعریف‌شده است،این عدد مشخص کننده‌ئ لایه یا ترازی است که الکترون به آن تعلق دارد این لایه ها ناحیه هایی هستند که احتمال یافتن یک الکترون زیاد است.

## مفهوم کوانتومی
بر اساس اصل طرد پائولی هیچ دو الکترونی نمی‌توانند دارای عددهای چهارگانه کوانتومی یکسانی باشند. معادله موجی شرودینگر ، ویژه‌حالت‌های انرژی دارای عددهای واقعی متناظر با یک انرژی کل مطلق را که مقدار En را تعریف می‌کنند، توصیف می‌نماید:
{\displaystyle E_{n}={\frac {E_{1}}{n^{2}}}={\frac {-13.6{\text{ eV}}}{n^{2}}},\quad n=1,2,3,\ldots }